# Wallonie-Bruxelles/Saison 2014
Dieser Artikel listet Erfolge und Fahrer des Radsportteams Wallonie-Bruxelles in der Saison 2014 auf.

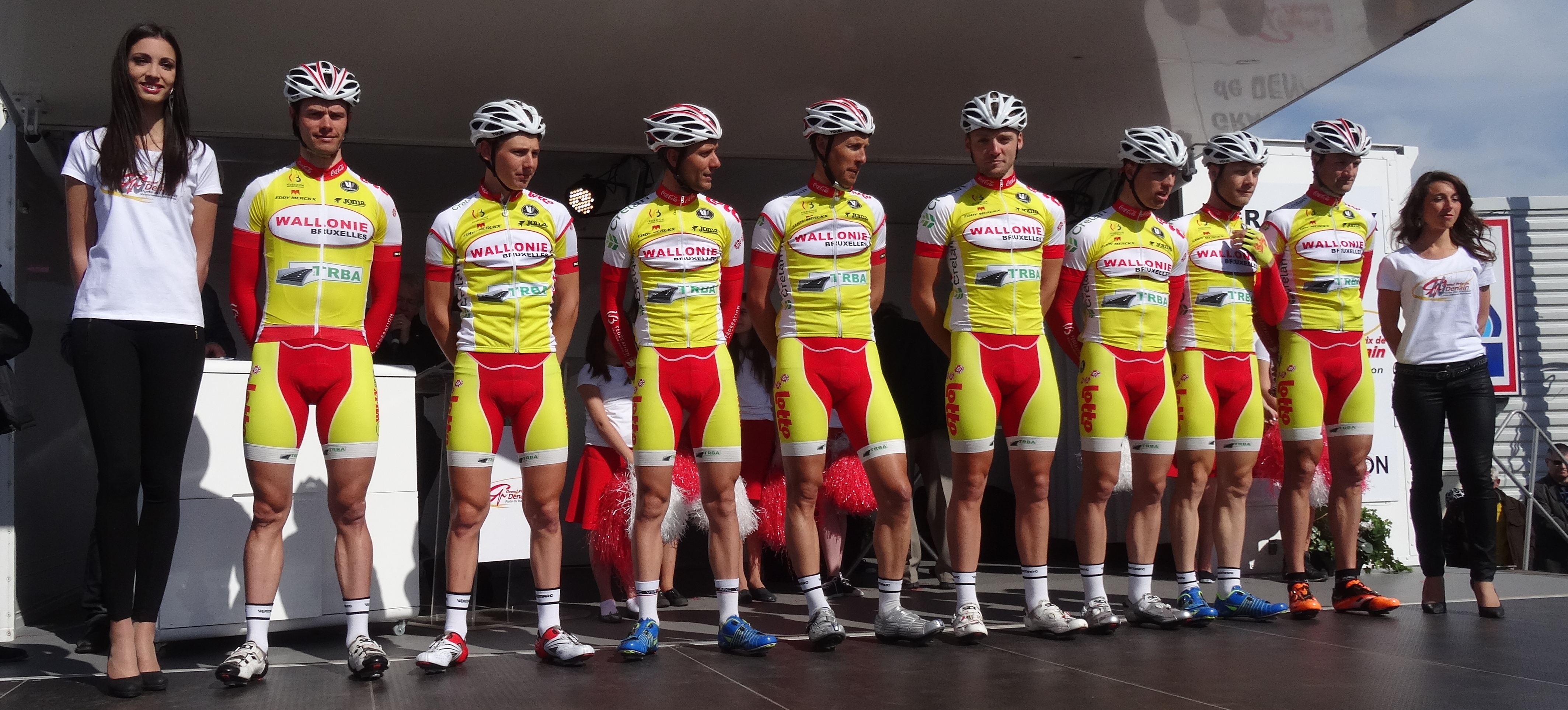
Grand Prix de Denain 2014.

## Erfolge in der UCI Europe Tour
| Datum     | Rennen            | Kat. | Sieger           |
| --------- | ----------------- | ---- | ---------------- |
| 19. April | Tour du Finistère | 1.1  | Antoine Demoitié |

## Abgänge – Zugänge
| Zugänge            | Team 2013                                 | Abgänge           | Team 2014                 |
| ------------------ | ----------------------------------------- | ----------------- | ------------------------- |
| Frédéric Amorison  | Crelan-Euphony                            | Fabio Polazzi     | Josan-To Win Cycling Team |
| Sébastien Delfosse | Crelan-Euphony                            | Jonathan De Witte | Karriereende              |
| Christophe Prémont | Crelan-Euphony                            | Christian Patron  | Unbekannt                 |
| Florent Mottet     | Color Code-Biowanze                       | Justin Van Hoecke | Unbekannt                 |
| Loïc Pestiaux      | Color Code-Biowanze                       |                   |                           |
| Robin Stenuit      | Wallonie Bruxelles-Crédit Agricole (2012) |                   |                           |

## Mannschaft
| Name               | Geburtstag         | Nationalität |
| ------------------ | ------------------ | ------------ |
| Frédéric Amorison  | 16. Februar 1978   | Belgien      |
| Maxime Anciaux     | 28. Dezember 1990  | Belgien      |
| Quentin Bertholet  | 18. Februar 1987   | Belgien      |
| Olivier Chevalier  | 27. Februar 1990   | Belgien      |
| Sébastien Delfosse | 29. November 1982  | Belgien      |
| Antoine Demoitié   | 16. Oktober 1990   | Belgien      |
| Tom Dernies        | 22. November 1990  | Belgien      |
| Boris Dron         | 17. März 1988      | Belgien      |
| Jonathan Dufrasne  | 2. August 1987     | Belgien      |
| Laurent Evrard     | 22. September 1990 | Belgien      |
| Florent Mottet     | 16. Oktober 1991   | Belgien      |
| Loïc Pestiaux      | 13. November 1991  | Belgien      |
| Christophe Prémont | 22. November 1989  | Belgien      |
| Julien Stassen     | 20. Oktober 1988   | Belgien      |
| Robin Stenuit      | 16. Juni 1990      | Belgien      |

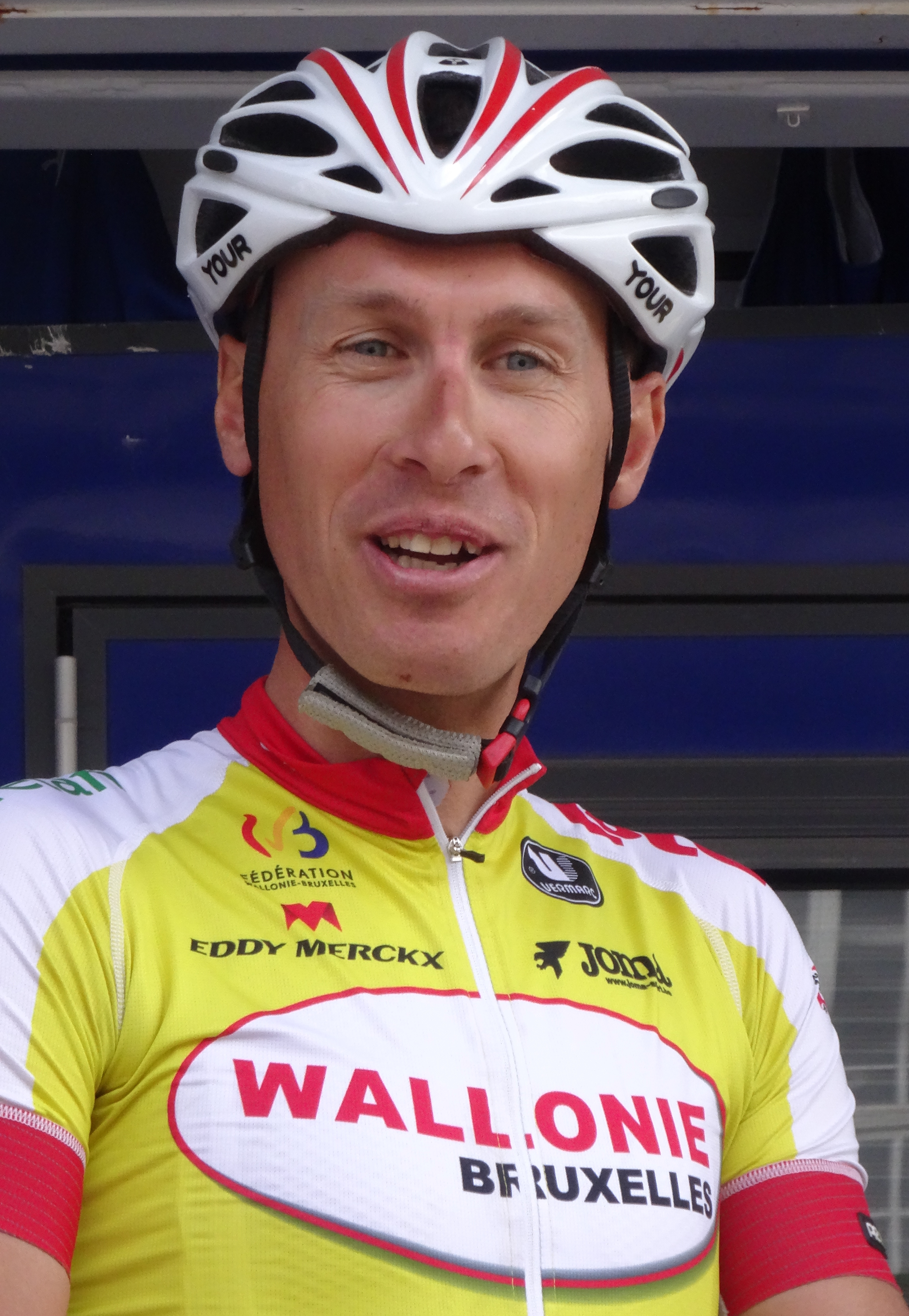
Frédéric Amorison
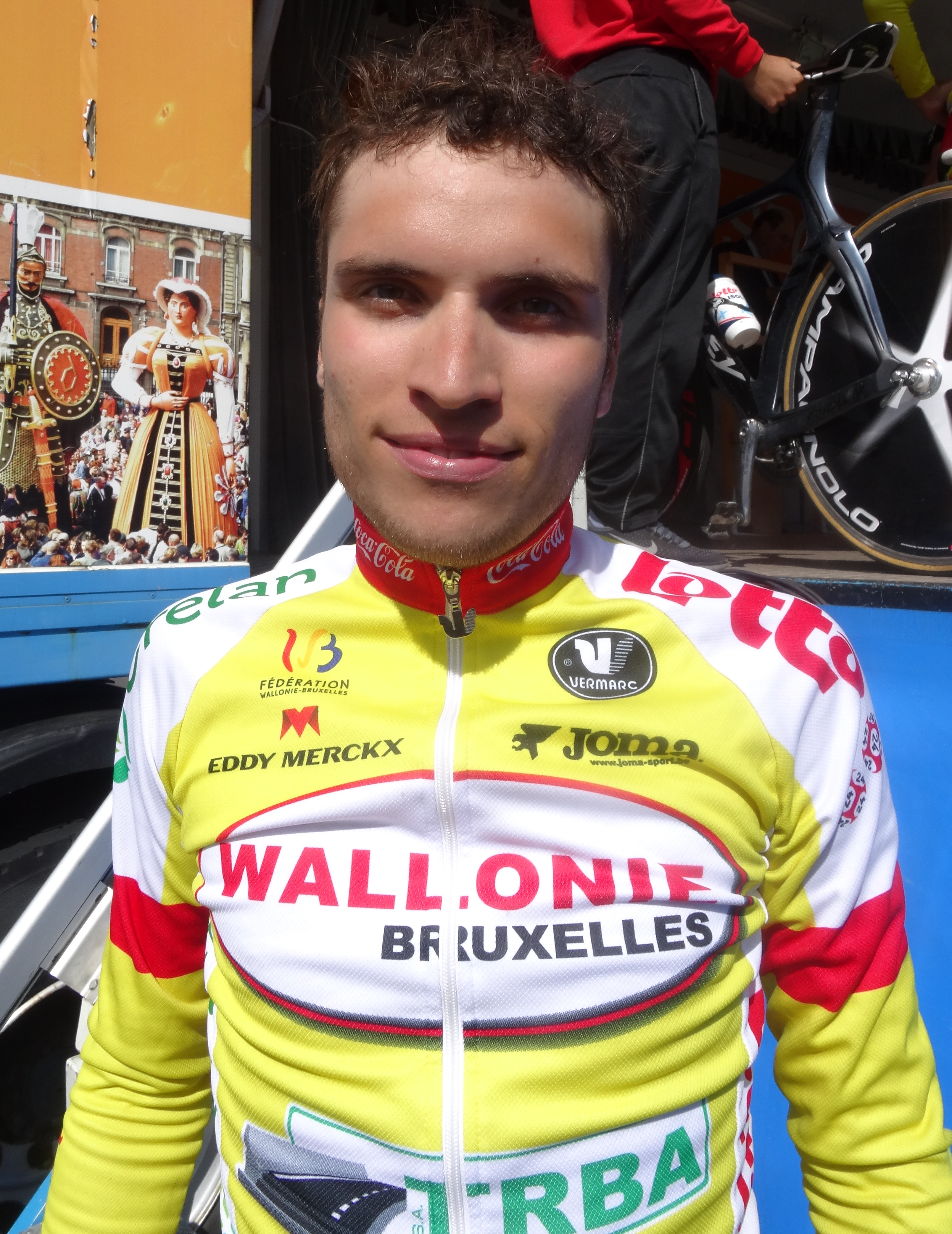
Maxime Anciaux
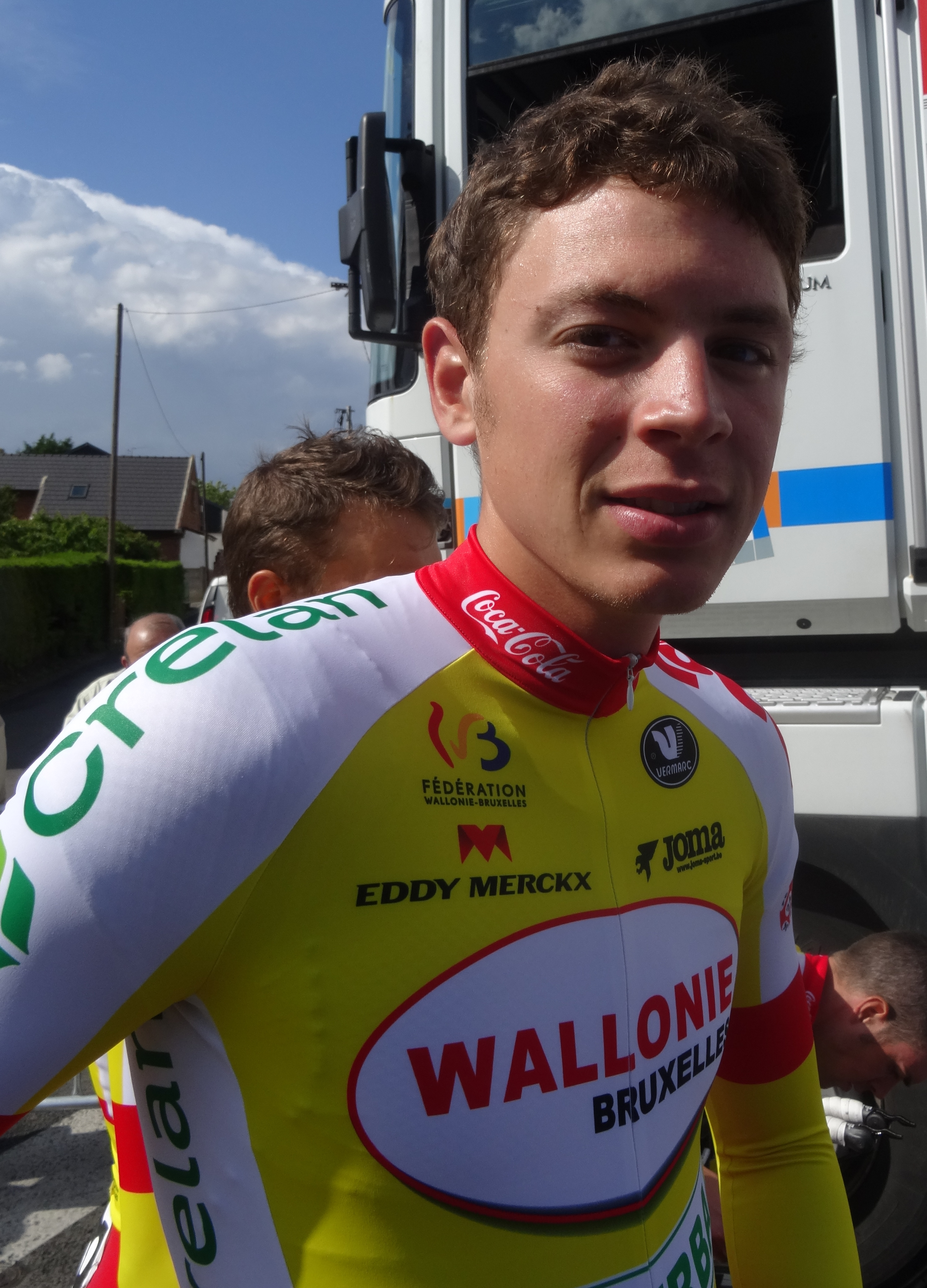
Olivier Chevalier
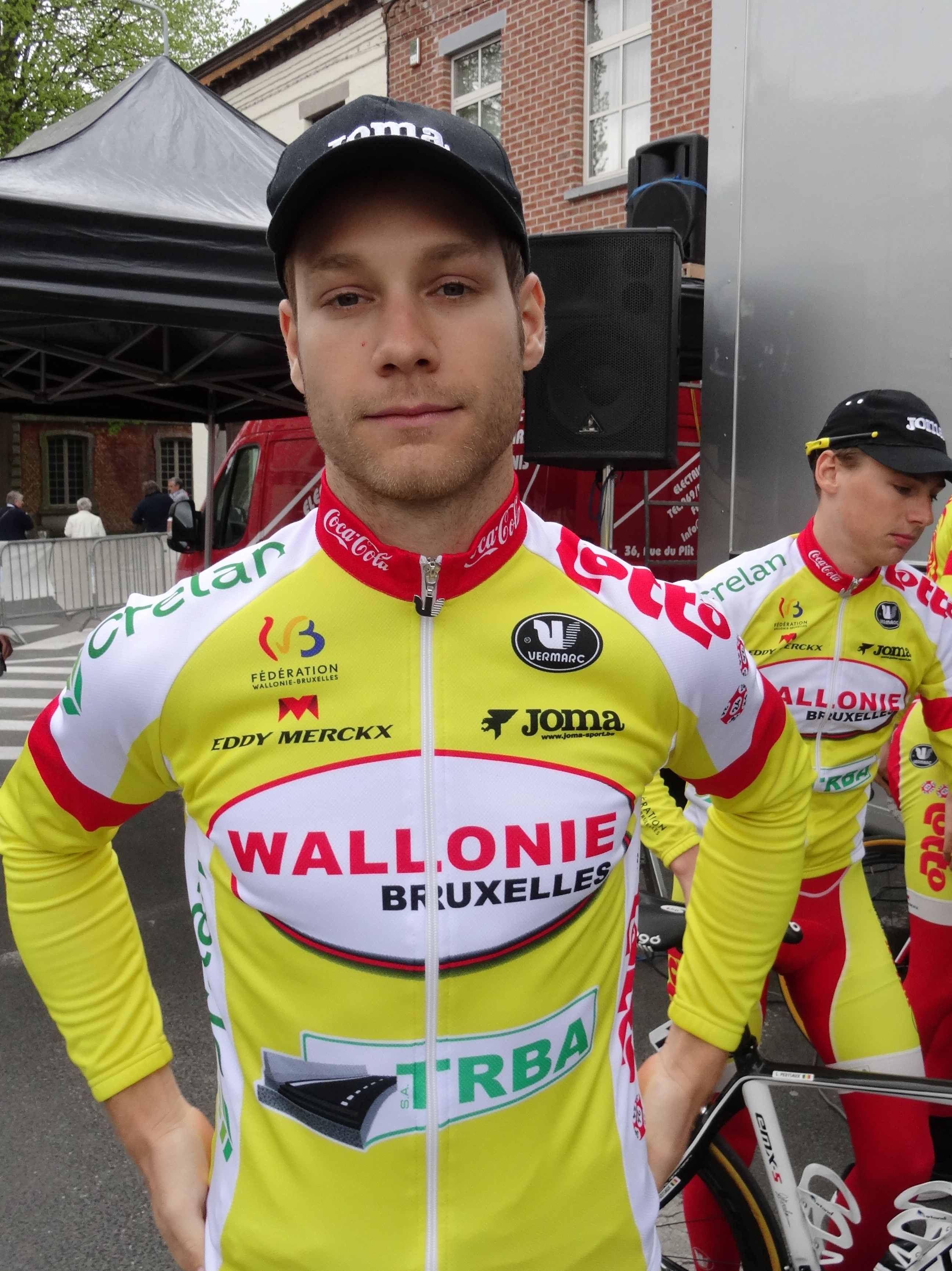
Antoine Demoitié
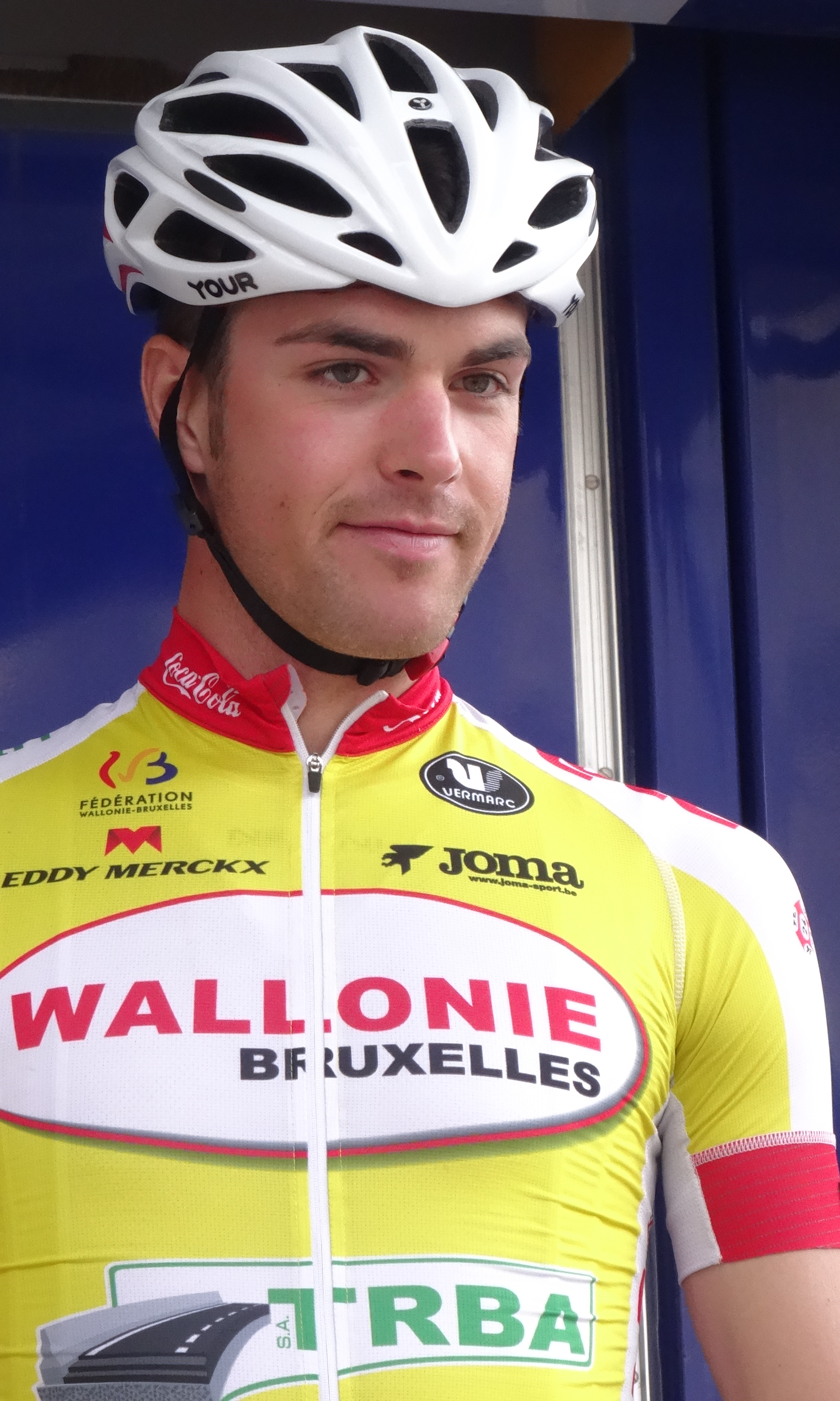
Boris Dron
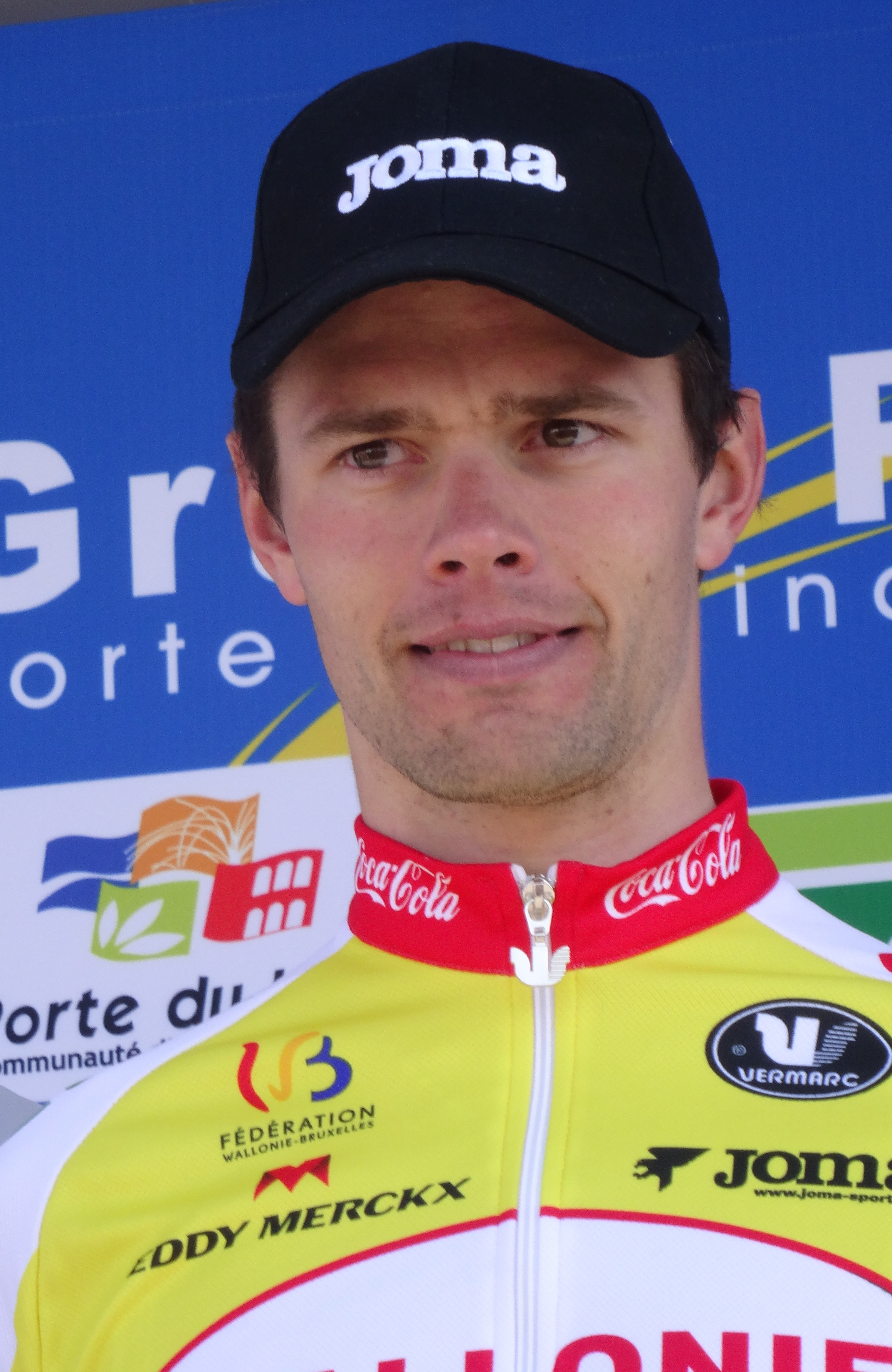
Jonathan Dufrasne
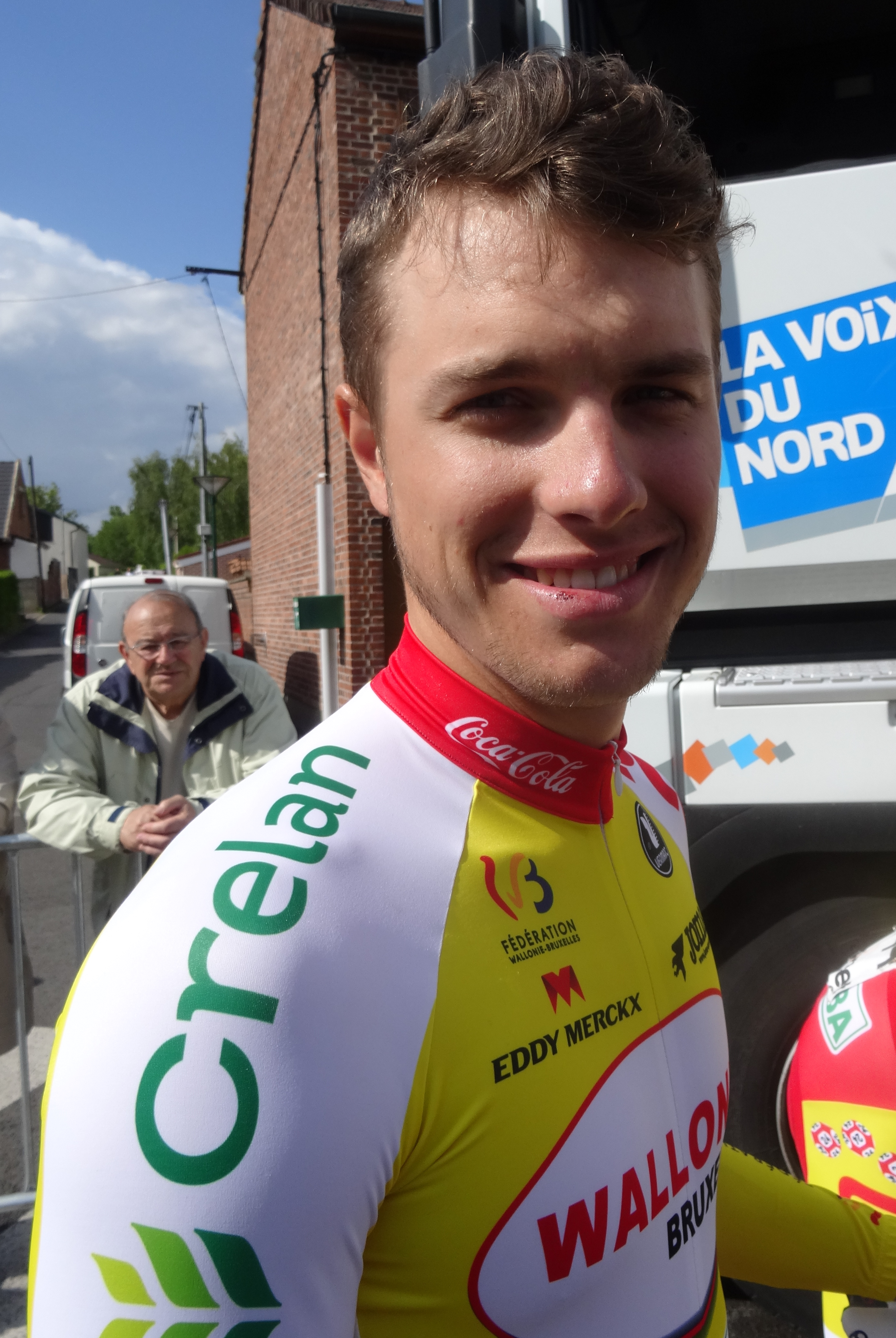
Florent Mottet
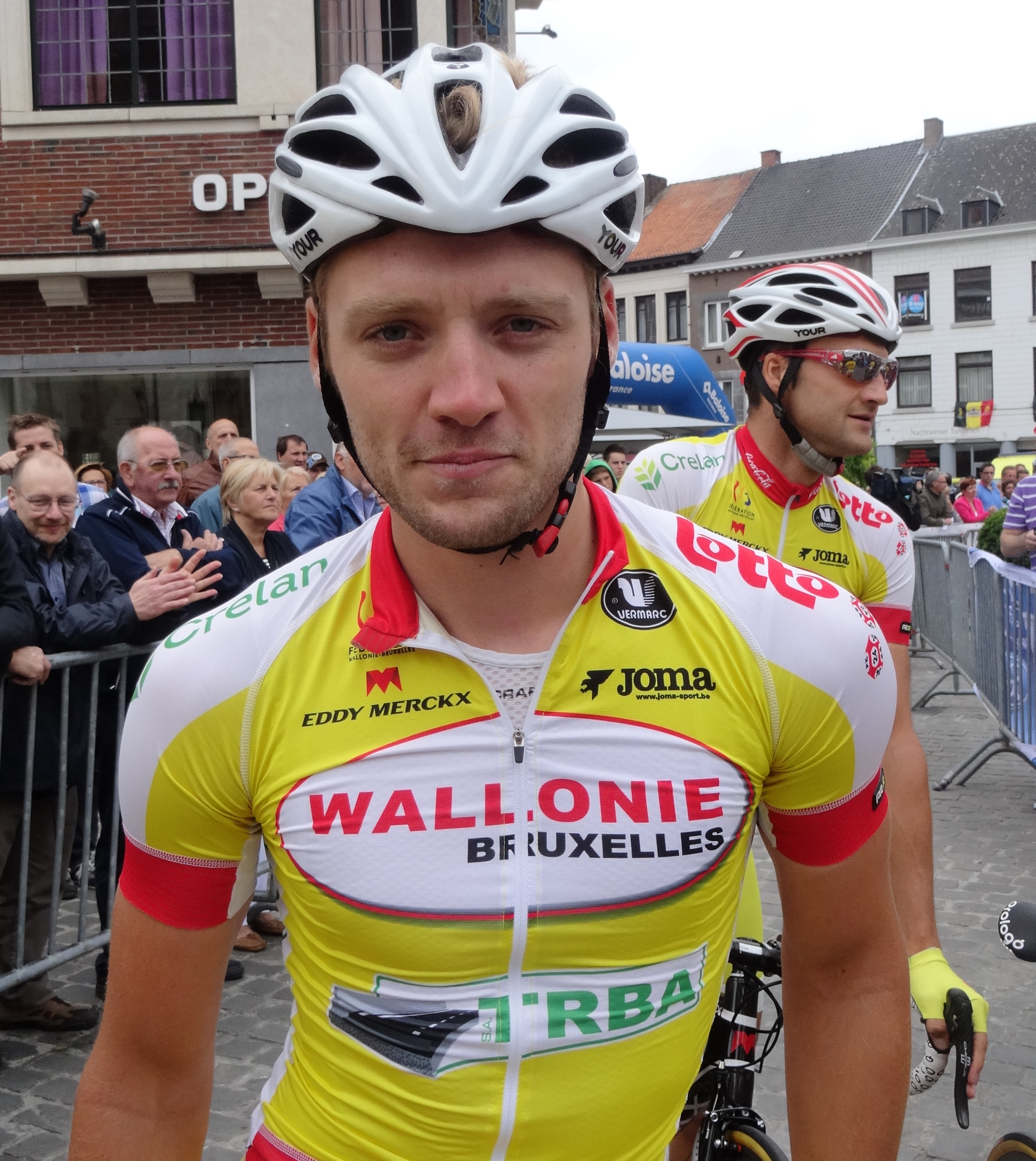
Robin Stenuit
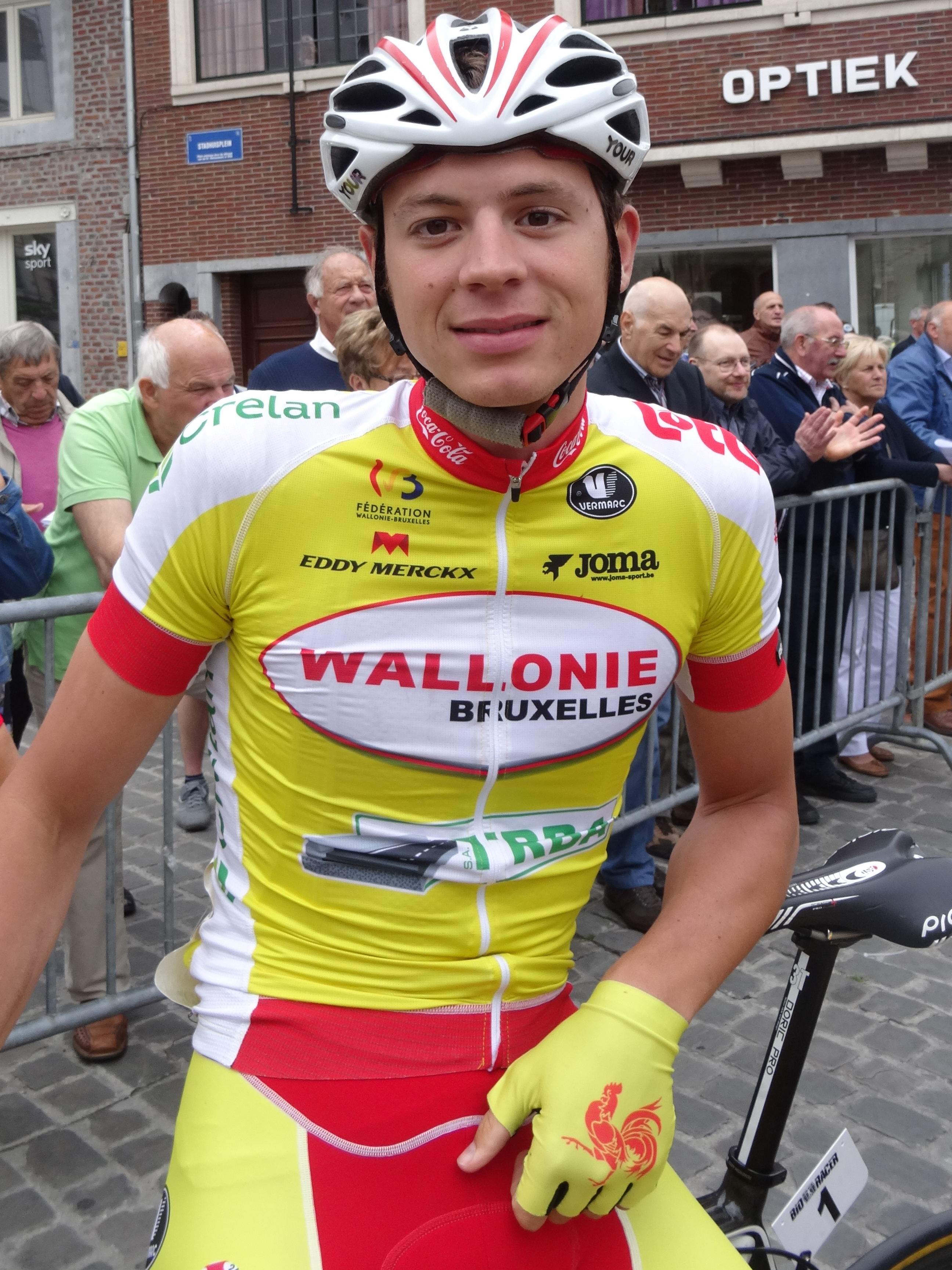